# Adriano Galdino
Adriano Cezar Galdino de Araújo (Campina Grande, 21 de outubro de 1960) é um político brasileiro filiado ao Republicanos.

## Biografia
Filho de Antônio Galdino Filho e Elisabete Pereira de Araújo, Adriano é o primogênito de oito irmãos.
Começou a trabalhar ainda criança, aos 10 anos, vendendo confeitos na feira de Pocinhos e no cinema da cidade, o antigo “Cine São José”. Ainda na adolescência trabalhou em mercadinho e foi garçom.
Concluiu o ensino médio no Colégio Municipal Padre Galvão em 1978 e prestou vestibular para Engenharia Civil na Universidade Federal da Paraíba (UFPB), no qual foi aprovado e iniciou a vida universitária no ano seguinte.
Em 1982, Adriano foi aprovado no concurso do Banco do Brasil e começou a trabalhar na agência da cidade de Boqueirão.
A atuação política de Adriano Galdino teve início em 1988, quando eleito vereador da cidade de Pocinhos pelo PMDB. Na disputa, foi o segundo vereador mais votado. Em 1992, Adriano foi eleito no cargo de prefeito da cidade, função que exerceu de 1993 a 1996.
Em 2000, Adriano se elege novamente prefeito de Pocinhos. Sendo reeleito em 2004.
Em 2008, Adriano inicia sua segunda graduação no curso de Direito, pela Faculdade de Ciências Sociais Aplicadas (Facisa).
No ano de 2010, Adriano Galdino é eleito no cargo de deputado estadual pelo Partido Socialista Brasileiro (PSB).
Entre 2011 e 2012, Adriano assumiu os cargos de Secretário de Interiorização das Ações do Governo e Chefe da Casa Civil do Governo do Estado da Paraíba.
Em 2014, Adriano Galdino é reeleito no cargo de deputado estadual com 40.609 votos. E nas eleições internas da Casa Epitácio Pessoa foi eleito para Presidência do Poder Legislativo da Paraíba.
Em 2015, Adriano Galdino, assumiu interinamente o Governo da Paraíba e permaneceu na função até 22 de julho.
Em 2016, foi candidato a Prefeito na Eleição municipal de Campina Grande, tendo ficado em 4º com 9.897 (4.48%) votos. Foi condenado por improbidade administrativa por atos praticados quando era prefeito de Pocinhos.
Em 2018, foi reeleito para o terceiro mandato de deputado estadual com 45.656 votos.
Em 2019, foi eleito por unanimidade como presidente da Casa Epitácio Pessoa para o 1º e 2º biênios (2019-2020 e 2021-2022) da 19ª Legislatura. 
Em 2022 foi reeleito para mais um mandato na ALPB. Tomou posse em fevereiro de 2023, e em novembro de 2024 foi reconduzido à presidência do Legislativo paraibano para mais um biênio (2025-2026).

## Carreira política
1988: Eleito vereador de Pocinhos, como o segundo candidato mais votado no município para exercer o mandato até 1992;
1992: Eleito prefeito de Pocinhos pelo PMDB, assumindo de 1 de janeiro de 1993 a 31 de dezembro de 1996;
2000: Vence as eleições para prefeito de Pocinhos, iniciando seu segundo mandato em 2001;
2004: Adriano é reeleito prefeito de Pocinhos;
2010: Vence eleição para deputado estadual da Paraíba pelo PSB;
2011: Nomeado Secretário de Interiorização das Ações do Governo da Paraíba;
2012: Nomeado Chefe da Casa Civil do Governo da Paraíba;
2014: Vence nova eleição para deputado estadual da Paraíba pelo PSB, com 40.609 votos;
2015: Disputa as eleições internas da Casa Epitácio Pessoa e alcança a Presidência do Poder Legislativo da Paraíba, entre 16 e 22 de julho, assume interinamente o Governo da Paraíba;
2016: É o candidato do PSB a Prefeitura de Campina Grande;
2018: Vence nova eleição para deputado estadual da Paraíba pelo PSB, com 45.656 votos.
2019: Disputa novamente as eleições internas da Casa Epitácio Pessoa e mais uma vez é eleito Presidente do Poder Legislativo da Paraíba por unanimidade de votos dos deputados, assumindo o cargo para o 1º e 2º biênios (2019-2020 e 2021-2022) da 19ª Legislatura.  